# Мабаро-Меринья
Мабаро́-Меринья́ (фр. Masbaraud-Mérignat, окс. Lo Mas d'Artija) — коммуна во Франции, в регионе Лимузен. Департамент коммуны — Крёз. Входит в состав кантона Бурганёф. Округ коммуны — Гере.
Код INSEE коммуны — 23126.

## Население
Население коммуны на 2010 год составляло 374 человека.
| 1962 | 1968 | 1975 | 1982 | 1990 | 1999 | 2010 |
| ---- | ---- | ---- | ---- | ---- | ---- | ---- |
| 375  | 334  | 310  | 315  | 339  | 327  | 374  |

## Экономика
В 2010 году среди 246 человек трудоспособного возраста (15—64 лет) 170 были экономически активными, 76 — неактивными (показатель активности — 69,1 %, в 1999 году было 78,0 %). Из 170 активных жителей работали 161 человек (86 мужчин и 75 женщин), безработных было 9 (5 мужчин и 4 женщины). Среди 76 неактивных 19 человек были учениками или студентами, 42 — пенсионерами, 15 были неактивными по другим причинам.